# Hyperolius quinquevittatus
Hyperolius quinquevittatus es una especie de anfibios de la familia Hyperoliidae.
Habita en Angola, República Democrática del Congo, Malaui, Tanzania, Zambia y posiblemente Mozambique.
Su hábitat natural incluye sabanas secas, praderas tropicales o subtropicales a gran altitud, pantanos, marismas de agua dulce y corrientes intermitentes de agua dulce.